# Острожанський заказник
Острожанський заказник — гідрологічний заказник місцевого значення. Об'єкт розташований на території Жашківського району Черкаської області, село Острожани.
Площа — 31,3 га, статус отриманий у 2007 році.